# علی سبزواری

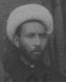
خراسانی در مجلس دوم

میرزا علی سبزواری یا آقا شیخ علی صحاف یا علی خراسانی (ز ۱۲۸۸) نمایندهٔ سبزوار در دورهٔ دوم مجلس شورای ملی بود.
او روحانی بود و تحصیلات قدیم در حدود سطح داشت. او برای رسیدن به کرسی نمایندگی موافقت اکثریت نسبی مردم سبزوار را به دست آورده بود.